# 1786
1786. је била проста година.

## Догађаји

### Мај
- 1. мај — Премијера Моцартове опере Фигарова женидба у Бечу.

### Август
- Википедија:Непознат датум — Џејмс Ремзи тестирао свој први пароброд на реци Потомак код Шепардстауна.
- 8. август — Први успон на Мон Блан извели доктор Мишел-Габријел Пакар и Жак Балмат.

- 11. август — Капетан Франсис Лајт је основао британску колонију Пенанг у Малезији.

## Рођења

### Август
- 25. август — Лудвиг Аугуст од Вителсбаха, баварски краљ († 1868)

## Смрти

### Август
- 17. август — Фридрих Велики, пруски краљ